# Golos (émission de télévision)
Pour les articles homonymes, voir Golos.
 (9 janvier 2021).
Golos est la version russe de l'émission musicale The Voice lancée en 2010 par John de Mol. Elle est diffusée depuis le 5 octobre 2012 sur la chaîne Perviy Kanal.

## Golos (The Voice)

### Coaches
| Coach               | Saisons | Saisons | Saisons | Saisons | Saisons | Saisons | Saisons | Saisons | Saisons | Saisons | Saisons | Saisons | Saisons |
| Coach               | 1       | 2       | 3       | 4       | 5       | 6       | 7       | 8       | 9       | 10      | 11      | 12      | 13      |
| ------------------- | ------- | ------- | ------- | ------- | ------- | ------- | ------- | ------- | ------- | ------- | ------- | ------- | ------- |
| Dima Bilan          |         |         |         |         |         |         |         |         |         |         |         |         |         |
| Pelagueïa           |         |         |         |         |         |         |         |         |         |         |         |         |         |
| Alexandre Gradski†  |         |         |         |         |         |         |         |         |         |         |         |         |         |
| Leonid Agoutine     |         |         |         |         |         |         |         |         |         |         |         |         |         |
| Basta               |         |         |         |         |         |         |         |         |         |         |         |         |         |
| Polina Gagarina     |         |         |         |         |         |         |         |         |         |         |         |         |         |
| Grigory Leps        |         |         |         |         |         |         |         |         |         |         |         |         |         |
| Ani Lorak           |         |         |         |         |         |         |         |         |         |         |         |         |         |
| Sergueï Chnourov    |         |         |         |         |         |         |         |         |         |         |         |         |         |
| Konstantin Meladze  |         |         |         |         |         |         |         |         |         |         |         |         |         |
| Valeri Sioutkine    |         |         |         |         |         |         |         |         |         |         |         |         |         |
| Vladimir Presniakov |         |         |         |         |         |         |         |         |         |         |         |         |         |
| Anton Belyaev       |         |         |         |         |         |         |         |         |         |         |         |         |         |
| Zivert              |         |         |         |         |         |         |         |         |         |         |         |         |         |
| Hibla Gerzmava      |         |         |         |         |         |         |         |         |         |         |         |         |         |

### Résumé des saisons
- Équipe Dima Bilan
- Équipe Pelagueïa
- Équipe Alexandre Gradski†
- Équipe Leonid Agoutine

- Équipe Basta
- Équipe Polina Gagarina
- Équipe Grigory Leps
- Équipe Ani Lorak

- Équipe Sergueï Chnourov
- Équipe Konstantin Meladze
- Équipe Valeri Sioutkine
- Équipe Vladimir Presniakov

- Équipe Anton Belyaev
- Équipe Zivert
- Équipe Hibla Gerzmava

| Saison | Première   | Finale     | Vainqueur            | Deuxième            | Troisième             | Quatrième             | Coach vainqueur    | Meilleur coach de saison                                      | Présentateurs    | Coaches             | Coaches         | Coaches           | Coaches            |
| Saison | Première   | Finale     | Vainqueur            | Deuxième            | Troisième             | Quatrième             | Coach vainqueur    | Meilleur coach de saison                                      | Présentateurs    | 1                   | 2               | 3                 | 4                  |
| ------ | ---------- | ---------- | -------------------- | ------------------- | --------------------- | --------------------- | ------------------ | ------------------------------------------------------------- | ---------------- | ------------------- | --------------- | ----------------- | ------------------ |
| 1      | 5.10.2012  | 29.12.2012 | Dina Garipova        | Elmira Kalimullina  | Anastasia Spiridonova | Margarita Pozoyan     | Alexandre Gradski  | Le public n'a pas déterminé le meilleur entraîneur de saison. | Dmitri Naguiev   | Dima Bilan          | Pelagueïa       | Alexandre Gradski | Leonid Agoutine    |
| 2      | 6.09.2013  | 27.12.2013 | Sergei Volchkov      | Nargiz Zakirova     | Gela Guralia          | Tina Kuznetsova       | Alexandre Gradski  | Le public n'a pas déterminé le meilleur entraîneur de saison. | Dmitri Naguiev   | Dima Bilan          | Pelagueïa       | Alexandre Gradski | Leonid Agoutine    |
| 3      | 5.09.2014  | 26.12.2014 | Alexandra Vorobyova  | Yaroslav Dronov     | Alexander Bon         | Mariam Merabova       | Alexandre Gradski  | Le public n'a pas déterminé le meilleur entraîneur de saison. | Dmitri Naguiev   | Leonid Agoutine     | Pelagueïa       | Alexandre Gradski | Dima Bilan         |
| 4      | 4.09.2015  | 25.12.2015 | Hiéromoine Photius   | Mikhail Ozerov      | Olga Zadonskaya       | Era Kann              | Grigory Leps       | Le public n'a pas déterminé le meilleur entraîneur de saison. | Dmitri Naguiev   | Basta               | Polina Gagarina | Alexandre Gradski | Grigory Leps       |
| 5      | 2.09.2016  | 30.12.2016 | Daria Antoniuk       | Alexander Panayotov | Kayrat Primberdiev    | Sardor Milano         | Leonid Agoutine    | Le public n'a pas déterminé le meilleur entraîneur de saison. | Dmitri Naguiev   | Dima Bilan          | Polina Gagarina | Leonid Agoutine   | Grigory Leps       |
| 6      | 1.09.2017  | 29.12.2017 | Selim Alakhyarov     | Timofey Kopylov     | Ladislav Bubnar       | Yang Ge               | Alexandre Gradski  | Le public n'a pas déterminé le meilleur entraîneur de saison. | Dmitri Naguiev   | Dima Bilan          | Pelagueïa       | Alexandre Gradski | Leonid Agoutine    |
| 7      | 12.10.2018 | 1.01.2019  | Piotr Zakharov       | Amirkhan Oumaev     | Rouchana Valieva      | Chaen Oganesian       | Konstantin Meladze | Sergueï Chnourov                                              | Dmitri Naguiev   | Basta               | Ani Lorak       | Sergueï Chnourov  | Konstantin Meladze |
| 8      | 11.10.2019 | 1.01.2020  | Asker Berbekov       | Anton Tokarev       | Yves Nabiev           | Arsene Mukendi        | Konstantin Meladze | Sergueï Chnourov                                              | Dmitri Naguiev   | Valeri Sioutkine    | Polina Gagarina | Sergueï Chnourov  | Konstantin Meladze |
| 9      | 9.10.2020  | 30.12.2020 | Iana Gabbasova       | Oleg Akkuratov      | Dmitry Vengerov       | Vasily Pasechnik      | Polina Gagarina    | Basta                                                         | Dmitri Naguiev   | Basta               | Polina Gagarina | Sergueï Chnourov  | Valeri Sioutkine   |
| 10     | 8.10.2021  | 30.12.2021 | Alexander Volkodav   | Alicher Karimov     | Yernar Sadirbaev      | Elina Pan             | Pelagueïa          | n'a pas déterminé                                             | Dmitri Naguiev   | Dima Bilan          | Pelagueïa       | Alexandre Gradski | Leonid Agoutine    |
| 11     | 3.03.2023  | 2.06.2023  | Victoria Solomakhina | Elmira Divaeva      | Irina Syshchikova     | Lyudmila Serebryakova | Polina Gagarina    | Basta                                                         | Iana Tchourikova | Vladimir Presniakov | Polina Gagarina | Basta             | Anton Belyaev      |
| 12     | 19.01.2024 | 27.04.2024 | Bogdan Shuvalov      | Georgy Russkikh     | Alexey Sulima         | Anastasia Sadkovskaya | Polina Gagarina    | Polina Gagarina                                               | Iana Tchourikova | Vladimir Presniakov | Polina Gagarina | Zivert            | Anton Belyaev      |
| 13     | 31.01.2025 | 25.04.2025 | David Sanikidze      | Dzambolat Dulaev    | Ilya Altukhov         | Valentina Yanshina    | Hibla Gerzmava     | Basta                                                         | Iana Tchourikova | Basta               | Polina Gagarina | Hibla Gerzmava    | Anton Belyaev      |

## Golos Deti (The Voice Kids)

### Coaches
| Coach                                    | Saisons | Saisons | Saisons | Saisons | Saisons | Saisons | Saisons | Saisons | Saisons | Saisons | Saisons | Saisons |
| Coach                                    | 1       | 2       | 3       | 4       | 5       | 6       | 7       | 8       | 9       | 10      | 11      | 12      |
| ---------------------------------------- | ------- | ------- | ------- | ------- | ------- | ------- | ------- | ------- | ------- | ------- | ------- | ------- |
| Dima Bilan                               |         |         |         |         |         |         |         |         |         |         |         |         |
| Pelagueïa                                |         |         |         |         |         |         |         |         |         |         |         |         |
| Maxim Fadeev                             |         |         |         |         |         |         |         |         |         |         |         |         |
| Leonid Agoutine                          |         |         |         |         |         |         |         |         |         |         |         |         |
| Nyusha                                   |         |         |         |         |         |         |         |         |         |         |         |         |
| Valeriy Meladze                          |         |         |         |         |         |         |         |         |         |         |         |         |
| Basta                                    |         |         |         |         |         |         |         |         |         |         |         |         |
| LOBODA                                   |         |         |         |         |         |         |         |         |         |         |         |         |
| Polina Gagarina                          |         |         |         |         |         |         |         |         |         |         |         |         |
| Egor Kreed                               |         |         |         |         |         |         |         |         |         |         |         |         |
| MakSim                                   |         |         |         |         |         |         |         |         |         |         |         |         |
| Julianna Karaulova                       |         |         |         |         |         |         |         |         |         |         |         |         |
| JONY                                     |         |         |         |         |         |         |         |         |         |         |         |         |
| Vladimir Presniakov & Natalia Podolskaya |         |         |         |         |         |         |         |         |         |         |         |         |
| Aida Garifullina                         |         |         |         |         |         |         |         |         |         |         |         |         |

### Présentateurs
| Coach                    | Saisons | Saisons | Saisons | Saisons | Saisons | Saisons | Saisons | Saisons | Saisons | Saisons | Saisons | Saisons |
| Coach                    | 1       | 2       | 3       | 4       | 5       | 6       | 7       | 8       | 9       | 10      | 11      | 12      |
| ------------------------ | ------- | ------- | ------- | ------- | ------- | ------- | ------- | ------- | ------- | ------- | ------- | ------- |
| Dmitri Naguiev           |         |         |         |         |         |         |         |         |         |         |         |         |
| Natalia Vodianova        |         |         |         |         |         |         |         |         |         |         |         |         |
| Anastasia Chevazhevskaya |         |         |         |         |         |         |         |         |         |         |         |         |
| Valeria Lanskaya         |         |         |         |         |         |         |         |         |         |         |         |         |
| Svetlana Zeinalova       |         |         |         |         |         |         |         |         |         |         |         |         |
| Agata Mutsenietse        |         |         |         |         |         |         |         |         |         |         |         |         |
| Aglaya Chilovskaya       |         |         |         |         |         |         |         |         |         |         |         |         |
| Iana Tchourikova         |         |         |         |         |         |         |         |         |         |         |         |         |
| Valya Karnaval           |         |         |         |         |         |         |         |         |         |         |         |         |

### Résumé des saisons
- Équipe Dima Bilan
- Équipe Pelagueïa
- Équipe Maxim Fadeev
- Équipe Leonid Agoutine

- Équipe Nyusha
- Équipe Valery Meladze
- Équipe Basta
- Équipe LOBODA

- Équipe Polina Gagarina
- Équipe Egor Kreed
- Équipe MakSim
- Équipe Julianna Karaulova
- Équipe JONY
- Équipe Vladimir Presniakov & Natalia Podolskaya
- Équipe Aida Garifullina

| Saison | Première   | Finale     | Vainqueur                                                    | Deuxième                                                     | Troisième                                                    | Coach vainqueur                                              | Meilleur coach de saison                                      | Présentateurs    | Présentateurs            | Coaches    | Coaches            | Coaches          |
| Saison | Première   | Finale     | Vainqueur                                                    | Deuxième                                                     | Troisième                                                    | Coach vainqueur                                              | Meilleur coach de saison                                      | Présentateurs    | Présentateurs            | 1          | 2                  | 3                |
| ------ | ---------- | ---------- | ------------------------------------------------------------ | ------------------------------------------------------------ | ------------------------------------------------------------ | ------------------------------------------------------------ | ------------------------------------------------------------- | ---------------- | ------------------------ | ---------- | ------------------ | ---------------- |
| 1      | 28.02.2014 | 25.04.2014 | Alisa Kozhikina                                              | Ragda Khanieva                                               | Lev Akselrod                                                 | Maxim Fadeev                                                 | Le public n'a pas déterminé le meilleur entraîneur de saison. | Dmitri Naguiev   | Natalia Vodianova        | Dima Bilan | Pelagueïa          | Maxim Fadeev     |
| 2      | 13.02.2015 | 17.04.2015 | Sabina Mustaeva                                              | Evdokia Malevskaya                                           | Saida Muhametzianova                                         | Maxim Fadeev                                                 | Le public n'a pas déterminé le meilleur entraîneur de saison. | Dmitri Naguiev   | Anastasia Chevazhevskaya | Dima Bilan | Pelagueïa          | Maxim Fadeev     |
| 3      | 20.02.2016 | 29.04.2016 | Danil Pluzhnikov                                             | Rayana Aslanbekova                                           | Taisiya Podgornaya                                           | Dima Bilan                                                   | Le public n'a pas déterminé le meilleur entraîneur de saison. | Dmitri Naguiev   | Valeria Lanskaya         | Dima Bilan | Pelagueïa          | Leonid Agoutine  |
| 4      | 17.02.2017 | 28.04.2017 | Elizaveta Kachurak                                           | Deniza Khekilaeva                                            | Alina Sansyzbay                                              | Dima Bilan                                                   | Le public n'a pas déterminé le meilleur entraîneur de saison. | Dmitri Naguiev   | Svetlana Zeinalova       | Dima Bilan | Nyusha             | Valery Meladze   |
| 5      | 2.02.2018  | 20.04.2018 | Rutger Garecht                                               | Sofia Fedorova                                               | Anastasia Gladilina                                          | Pelagueïa                                                    | Le public n'a pas déterminé le meilleur entraîneur de saison. | Dmitri Naguiev   | Agata Mutsenietse        | Basta      | Pelagueïa          | Valery Meladze   |
| 6      | 15.02.2019 | 24.05.2019 | les 9 finalistes sont déclarés vainqueurs par la production. | les 9 finalistes sont déclarés vainqueurs par la production. | les 9 finalistes sont déclarés vainqueurs par la production. | les 9 finalistes sont déclarés vainqueurs par la production. | Pelagueïa                                                     | Dmitri Naguiev   | Aglaya Chilovskaya       | Pelagueïa  | Valery Meladze     | LOBODA           |
| 7      | 14.02.2020 | 24.04.2020 | Olessia Kazatchenko                                          | Sofia Toumanova                                              | Artiom Fokine                                                | Basta                                                        | Basta                                                         | Dmitri Naguiev   | Agata Mutsenietse        | Basta      | Polina Gagarina    | Valery Meladze   |
| 8      | 12.02.2021 | 30.04.2021 | Vladislav Tyukin                                             | Elizaveta Trofimova                                          | Maria Politikova                                             | LOBODA                                                       | Basta                                                         | Dmitri Naguiev   | Agata Mutsenietse        | Basta      | LOBODA             | Egor Kreed       |
| 9      | 18.02.2022 | 29.04.2022 | Adelia Zagrebina                                             | Sofia Olaresko                                               | Sagyn Omirbayuly                                             | Egor Kreed                                                   | Basta                                                         | Dmitri Naguiev   | Agata Mutsenietse        | Basta      | Polina Gagarina    | Egor Kreed       |
| 10     | 9.12.2022  | 22.02.2023 | Anna Dorovskaya                                              | Milana Ponomarenko                                           | Pavel Zilev                                                  | Basta                                                        | Basta                                                         | Iana Tchourikova | Agata Mutsenietse        | Basta      | MakSim             | Egor Kreed       |
| 11     | 6.09.2024  | 29.11.2024 | Vasily Igolkin                                               | Said Galiullin                                               | Arina Tochilova                                              | Dima Bilan                                                   | Dima Bilan                                                    | Iana Tchourikova | Valya Karnaval           | Dima Bilan | Julianna Karaulova | JONY             |
| 12     | 5.09.2025  | .11.2025   |                                                              |                                                              |                                                              |                                                              |                                                               | Iana Tchourikova | Valya Karnaval           | Dima Bilan | Vladimir & Natalia | Aida Garifullina |

- Équipe Dima Bilan
- Équipe Pelagueïa
- Équipe Polina Gagarina
- Équipe Egor Kreed

| Saison | Première  | Finale     | Vainqueur         | Deuxième        | Troisième      | Quatrième           | Coach vainqueur | Meilleur coach de saison | Présentateurs    | Coaches    | Coaches   | Coaches         | Coaches    |
| Saison | Première  | Finale     | Vainqueur         | Deuxième        | Troisième      | Quatrième           | Coach vainqueur | Meilleur coach de saison | Présentateurs    | 1          | 2         | 3               | 4          |
| ------ | --------- | ---------- | ----------------- | --------------- | -------------- | ------------------- | --------------- | ------------------------ | ---------------- | ---------- | --------- | --------------- | ---------- |
| 1      | 1.09.2023 | 20.10.2023 | Véronique Syromla | David Sanikidze | Renata Tairova | Olessia Kazatchenko | Egor Kreed      | Pelagueïa                | Iana Tchourikova | Dima Bilan | Pelagueïa | Polina Gagarina | Egor Kreed |

## Golos 60+ (The Voice Senior)

### Coaches
| Coach               | Saisons | Saisons | Saisons | Saisons | Saisons |
| Coach               | 1       | 2       | 3       | 4       | 5       |
| ------------------- | ------- | ------- | ------- | ------- | ------- |
| Leonid Agoutine     |         |         |         |         |         |
| Pelagueïa           |         |         |         |         |         |
| Lev Lechtchenko     |         |         |         |         |         |
| Valery Meladze      |         |         |         |         |         |
| Valeria             |         |         |         |         |         |
| Mikhaïl Boïarski    |         |         |         |         |         |
| Tamara Gverdtsiteli |         |         |         |         |         |
| Elena Vaenga        |         |         |         |         |         |
| Garik Soukatchev    |         |         |         |         |         |
| Stas Namin          |         |         |         |         |         |
| Laima Vaikule       |         |         |         |         |         |
| Valery Leontiev     |         |         |         |         |         |
| Oleg Gazmanov       |         |         |         |         |         |
| Valeri Sioutkine    |         |         |         |         |         |
| Alexander Malinin   |         |         |         |         |         |
| Igor Korneliouk     |         |         |         |         |         |

### Résumé des saisons
- Équipe Leonid Agoutine
- Équipe Pelagueïa
- Équipe Lev Lechtchenko
- Équipe Valery Meladze

- Équipe Valeria
- Équipe Mikhaïl Boïarski
- Équipe Tamara Gverdtsiteli
- Équipe Elena Vaenga

- Équipe Garik Soukatchev
- Équipe Stas Namin
- Équipe Laima Vaikule
- Équipe Valery Leontiev

- Équipe Oleg Gazmanov
- Équipe Valeri Sioutkine
- Équipe Alexander Malinin
- Équipe Igor Korneliouk

| Saison | Première   | Finale    | Vainqueur           | Deuxième           | Troisième        | Troisième           | Coach vainqueur     | Meilleur coach de saison | Présentateurs     | Coaches          | Coaches             | Coaches         | Coaches          |
| Saison | Première   | Finale    | Vainqueur           | Deuxième           | Troisième        | Troisième           | Coach vainqueur     | Meilleur coach de saison | Présentateurs     | 1                | 2                   | 3               | 4                |
| ------ | ---------- | --------- | ------------------- | ------------------ | ---------------- | ------------------- | ------------------- | ------------------------ | ----------------- | ---------------- | ------------------- | --------------- | ---------------- |
| S1     | 14.09.2018 | 5.10.2018 | Lidia Muzaleva      | Evgeniy Strugalsky | Sergey Manukyan  | Nikolay Arutyunov   | Pelagueïa           | Pelagueïa                | Dmitri Naguiev    | Leonid Agoutine  | Pelagueïa           | Lev Lechtchenko | Valery Meladze   |
| S2     | 13.09.2019 | 4.10.2019 | Leonid Sergienko    | Yury Shivrin       | Vladimir Gritsyk | Elena Gurilyova     | Pelagueïa           | n'a pas déterminé        | Dmitri Naguiev    | Lev Lechtchenko  | Pelagueïa           | Valeria         | Mikhaïl Boïarski |
| S3     | 4.09.2020  | 2.10.2020 | Dina Yudina         | Pyotr Tarenkov     | Irina Anikina    | Tatiana Shupenya    | Tamara Gverdtsiteli | Lev Lechtchenko          | Dmitri Naguiev    | Lev Lechtchenko  | Tamara Gverdtsiteli | Elena Vaenga    | Garik Soukatchev |
| S4     | 3.09.2021  | 1.10.2021 | Mikhaïl Serebryakov | Evgeny Solomin     | Andreï Mikhaïlov | Piotr Urbanovicius  | Oleg Gazmanov       | Oleg Gazmanov            | Dmitri Naguiev    | Stas Namin       | Laima Vaikule       | Valery Leontiev | Oleg Gazmanov    |
| S5     | 4.09.2022  | 2.10.2022 | Raisa Dmitrenko     | Victor Zorin       | Svetlana Ivanova | Alexander Rozhnikov | Elena Vaenga        | Valeri Sioutkine         | Larissa Gouzeïeva | Valeri Sioutkine | Alexander Malinin   | Elena Vaenga    | Igor Korneliouk  |

## Coaches
| Dima Bilan                               |
| Pelagueïa                                |
| Alexandre Gradski                        |
| Leonid Agoutine                          |
| Maxim Fadeev                             |
| Basta                                    |
| Polina Gagarina                          |
| Grigory Leps                             |
| Nyusha                                   |
| Valeriy Meladze                          |
| Lev Lechtchenko                          |
| Ani Lorak                                |
| Sergueï Chnourov                         |
| Konstantin Meladze                       |
| LOBODA                                   |
| Valeria                                  |
| Mikhaïl Boïarski                         |
| Valeri Sioutkine                         |
| Tamara Gverdtsiteli                      |
| Elena Vaenga                             |
| Garik Soukatchev                         |
| Egor Kreed                               |
| Stas Namin                               |
| Laima Vaikule                            |
| Valery Leontiev                          |
| Oleg Gazmanov                            |
| Alexander Malinin                        |
| Igor Korneliouk                          |
| MakSim                                   |
| Vladimir Presniakov                      |
| Anton Belyaev                            |
| Zivert                                   |
| Yulianna Karaulova                       |
| JONY                                     |
| Hibla Gerzmava                           |
| Vladimir Presniakov & Natalia Podolskaya |
| Aida Garifullina                         |

## Note globale
- Équipe Dima Bilan
- Équipe Pelagueïa
- Équipe Alexandre Gradski
- Équipe Leonid Agoutine
- Équipe Maxim Fadeev
- Équipe Basta
- Équipe Polina Gagarina
- Équipe Grigory Leps

- Équipe Nyusha
- Équipe Valery Meladze
- Équipe Lev Lechtchenko
- Équipe Ani Lorak
- Équipe Sergueï Chnourov
- Équipe Konstantin Meladze
- Équipe LOBODA
- Équipe Valeria

- Équipe Mikhaïl Boïarski
- Équipe Valeri Sioutkine
- Équipe Tamara Gverdtsiteli
- Équipe Elena Vaenga
- Équipe Garik Soukatchev
- Équipe Egor Kreed
- Équipe Stas Namin
- Équipe Laima Vaikule

- Équipe Valery Leontiev
- Équipe Oleg Gazmanov
- Équipe Alexander Malinin
- Équipe Igor Korneliouk
- Équipe MakSim
- Équipe Vladimir Presniakov
- Équipe Anton Belyaev
- Équipe Zivert

- Équipe Julianna Karaulova
- Équipe JONY
- Équipe Hibla Gerzmava
- Équipe Vladimir Presniakov & Natalia Podolskaya
- Équipe Aida Garifullina

| Saison | Première   | Finale     | Vainqueur                                                    | Deuxième                                                     | Troisième                                                    | Troisième                                                    | Quatrième                                                    | Coach vainqueur                                              | Meilleur coach de saison                                      | Présentateurs       | Présentateurs            | Coaches             | Coaches            | Coaches            | Coaches          |
| Saison | Première   | Finale     | Vainqueur                                                    | Deuxième                                                     | Troisième                                                    | Troisième                                                    | Quatrième                                                    | Coach vainqueur                                              | Meilleur coach de saison                                      | Présentateurs       | Présentateurs            | 1                   | 2                  | 3                  | 4                |
| ------ | ---------- | ---------- | ------------------------------------------------------------ | ------------------------------------------------------------ | ------------------------------------------------------------ | ------------------------------------------------------------ | ------------------------------------------------------------ | ------------------------------------------------------------ | ------------------------------------------------------------- | ------------------- | ------------------------ | ------------------- | ------------------ | ------------------ | ---------------- |
| G1     | 5.10.2012  | 29.12.2012 | Dina Garipova                                                | Elmira Kalimullina                                           | Anastasia Spiridonova                                        | Anastasia Spiridonova                                        | Margarita Pozoyan                                            | Alexandre Gradski                                            | Le public n'a pas déterminé le meilleur entraîneur de saison. | Dmitri Naguiev      |                          | Dima Bilan          | Pelagueïa          | Alexandre Gradski  | Leonid Agoutine  |
| G2     | 6.09.2013  | 27.12.2013 | Sergei Volchkov                                              | Nargiz Zakirova                                              | Gela Guralia                                                 | Gela Guralia                                                 | Tina Kuznetsova                                              | Alexandre Gradski                                            | Le public n'a pas déterminé le meilleur entraîneur de saison. | Dmitri Naguiev      |                          | Dima Bilan          | Pelagueïa          | Alexandre Gradski  | Leonid Agoutine  |
| K1     | 28.02.2014 | 25.04.2014 | Alisa Kozhikina                                              | Ragda Khanieva                                               | Lev Akselrod                                                 | Lev Akselrod                                                 |                                                              | Maxim Fadeev                                                 | Le public n'a pas déterminé le meilleur entraîneur de saison. | Dmitri Naguiev      | Natalia Vodianova        | Dima Bilan          | Pelagueïa          | Maxim Fadeev       |                  |
| G3     | 5.09.2014  | 26.12.2014 | Alexandra Vorobyova                                          | Yaroslav Dronov                                              | Alexander Bon                                                | Alexander Bon                                                | Mariam Merabova                                              | Alexandre Gradski                                            | Le public n'a pas déterminé le meilleur entraîneur de saison. | Dmitri Naguiev      |                          | Leonid Agoutine     | Pelagueïa          | Alexandre Gradski  | Dima Bilan       |
| K2     | 13.02.2015 | 17.04.2015 | Sabina Mustaeva                                              | Evdokia Malevskaya                                           | Saida Muhametzianova                                         | Saida Muhametzianova                                         |                                                              | Maxim Fadeev                                                 | Le public n'a pas déterminé le meilleur entraîneur de saison. | Dmitri Naguiev      | Anastasia Chevazhevskaya | Dima Bilan          | Pelagueïa          | Maxim Fadeev       |                  |
| G4     | 4.09.2015  | 25.12.2015 | Hiéromoine Photius                                           | Mikhail Ozerov                                               | Olga Zadonskaya                                              | Olga Zadonskaya                                              | Era Kann                                                     | Grigory Leps                                                 | Le public n'a pas déterminé le meilleur entraîneur de saison. | Dmitri Naguiev      |                          | Basta               | Polina Gagarina    | Alexandre Gradski  | Grigory Leps     |
| K3     | 20.02.2016 | 29.04.2016 | Danil Pluzhnikov                                             | Rayana Aslanbekova                                           | Taisiya Podgornaya                                           | Taisiya Podgornaya                                           |                                                              | Dima Bilan                                                   | Le public n'a pas déterminé le meilleur entraîneur de saison. | Dmitri Naguiev      | Valeria Lanskaya         | Dima Bilan          | Pelagueïa          | Leonid Agoutine    |                  |
| G5     | 2.09.2016  | 30.12.2016 | Daria Antoniuk                                               | Alexander Panayotov                                          | Kayrat Primberdiev                                           | Kayrat Primberdiev                                           | Sardor Milano                                                | Leonid Agoutine                                              | Le public n'a pas déterminé le meilleur entraîneur de saison. | Dmitri Naguiev      |                          | Dima Bilan          | Polina Gagarina    | Leonid Agoutine    | Grigory Leps     |
| K4     | 17.02.2017 | 28.04.2017 | Elizaveta Kachurak                                           | Deniza Khekilaeva                                            | Alina Sansyzbay                                              | Alina Sansyzbay                                              |                                                              | Dima Bilan                                                   | Le public n'a pas déterminé le meilleur entraîneur de saison. | Dmitri Naguiev      | Svetlana Zeinalova       | Dima Bilan          | Nyusha             | Valery Meladze     |                  |
| G6     | 1.09.2017  | 29.12.2017 | Selim Alakhyarov                                             | Timofey Kopylov                                              | Ladislav Bubnar                                              | Ladislav Bubnar                                              | Yang Ge                                                      | Alexandre Gradski                                            | Le public n'a pas déterminé le meilleur entraîneur de saison. | Dmitri Naguiev      |                          | Dima Bilan          | Pelagueïa          | Alexandre Gradski  | Leonid Agoutine  |
| K5     | 2.02.2018  | 20.04.2018 | Rutger Garecht                                               | Sofia Fedorova                                               | Anastasia Gladilina                                          | Anastasia Gladilina                                          |                                                              | Pelagueïa                                                    | Le public n'a pas déterminé le meilleur entraîneur de saison. | Dmitri Naguiev      | Agata Mutsenietse        | Basta               | Pelagueïa          | Valery Meladze     |                  |
| S1     | 14.09.2018 | 5.10.2018  | Lidia Muzaleva                                               | Evgeniy Strugalsky                                           | Sergey Manukyan                                              | Nikolay Arutyunov                                            | Pelagueïa                                                    | Pelagueïa                                                    |                                                               | Dmitri Naguiev      | Leonid Agoutine          | Lev Lechtchenko     | Pelagueïa          | Valery Meladze     |                  |
| G7     | 12.10.2018 | 1.01.2019  | Piotr Zakharov                                               | Amirkhan Oumaev                                              | Rouchana Valieva                                             | Rouchana Valieva                                             | Chaen Oganesian                                              | Konstantin Meladze                                           | Sergueï Chnourov                                              | Dmitri Naguiev      | Basta                    | Ani Lorak           | Sergueï Chnourov   | Konstantin Meladze |                  |
| K6     | 15.02.2019 | 24.05.2019 | les 9 finalistes sont déclarés vainqueurs par la production. | les 9 finalistes sont déclarés vainqueurs par la production. | les 9 finalistes sont déclarés vainqueurs par la production. | les 9 finalistes sont déclarés vainqueurs par la production. | les 9 finalistes sont déclarés vainqueurs par la production. | les 9 finalistes sont déclarés vainqueurs par la production. | Pelagueïa                                                     | Dmitri Naguiev      | Aglaya Chilovskaya       | Pelagueïa           | Valery Meladze     | LOBODA             |                  |
| S2     | 13.09.2019 | 4.10.2019  | Leonid Sergienko                                             | Yury Shivrin                                                 | Vladimir Gritsyk                                             | Elena Gurilyova                                              |                                                              | Pelagueïa                                                    | n'a pas déterminé                                             | Dmitri Naguiev      |                          | Lev Lechtchenko     | Pelagueïa          | Valeria            | Mikhaïl Boïarski |
| G8     | 11.10.2019 | 1.01.2020  | Asker Berbekov                                               | Anton Tokarev                                                | Yves Nabiev                                                  | Yves Nabiev                                                  | Arsene Mukendi                                               | Konstantin Meladze                                           | Sergueï Chnourov                                              | Dmitri Naguiev      | Valeri Sioutkine         | Polina Gagarina     | Sergueï Chnourov   | Konstantin Meladze |                  |
| K7     | 14.02.2020 | 24.04.2020 | Olessia Kazatchenko                                          | Sofia Toumanova                                              | Artiom Fokine                                                | Artiom Fokine                                                |                                                              | Basta                                                        | Basta                                                         | Dmitri Naguiev      | Agata Mutsenietse        | Polina Gagarina     | Basta              | Valery Meladze     |                  |
| S3     | 4.09.2020  | 2.10.2020  | Dina Yudina                                                  | Pyotr Tarenkov                                               | Irina Anikina                                                | Tatiana Shupenya                                             | Tamara Gverdtsiteli                                          | Lev Lechtchenko                                              |                                                               | Dmitri Naguiev      | Lev Lechtchenko          | Tamara Gverdtsiteli | Elena Vaenga       | Garik Soukatchev   |                  |
| G9     | 9.10.2020  | 30.12.2020 | Iana Gabbasova                                               | Oleg Akkuratov                                               | Dmitry Vengerov                                              | Dmitry Vengerov                                              | Vasily Pasechnik                                             | Polina Gagarina                                              | Basta                                                         | Dmitri Naguiev      | Basta                    | Polina Gagarina     | Sergueï Chnourov   | Valeri Sioutkine   |                  |
| K8     | 12.02.2021 | 30.04.2021 | Vladislav Tyukin                                             | Elizaveta Trofimova                                          | Maria Politikova                                             | Maria Politikova                                             |                                                              | LOBODA                                                       | Basta                                                         | Dmitri Naguiev      | Basta                    | Agata Mutsenietse   | LOBODA             | Egor Kreed         |                  |
| S4     | 3.09.2021  | 1.10.2021  | Mikhaïl Serebryakov                                          | Evgeny Solomin                                               | Andreï Mikhaïlov                                             | Piotr Urbanovicius                                           | Oleg Gazmanov                                                | Oleg Gazmanov                                                |                                                               | Dmitri Naguiev      | Stas Namin               | Laima Vaikule       | Valery Leontiev    | Oleg Gazmanov      |                  |
| G10    | 8.10.2021  | 30.12.2021 | Alexander Volkodav                                           | Alicher Karimov                                              | Yernar Sadirbaev                                             | Yernar Sadirbaev                                             | Elina Pan                                                    | Pelagueïa                                                    | n'a pas déterminé                                             | Dmitri Naguiev      | Dima Bilan               | Pelagueïa           | Alexandre Gradski  | Leonid Agoutine    |                  |
| K9     | 18.02.2022 | 29.04.2022 | Adelia Zagrebina                                             | Sofia Olaresko                                               | Sagyn Omirbayuly                                             | Sagyn Omirbayuly                                             |                                                              | Egor Kreed                                                   | Basta                                                         | Dmitri Naguiev      | Agata Mutsenietse        | Basta               | Polina Gagarina    | Egor Kreed         |                  |
| S5     | 4.09.2022  | 2.10.2022  | Raisa Dmitrenko                                              | Victor Zorin                                                 | Svetlana Ivanova                                             | Alexander Rozhnikov                                          | Elena Vaenga                                                 | Valeri Sioutkine                                             | Larissa Gouzeïeva                                             |                     | Valeri Sioutkine         | Alexander Malinin   | Elena Vaenga       | Igor Korneliouk    |                  |
| K10    | 9.12.2022  | 22.02.2023 | Anna Dorovskaya                                              | Milana Ponomarenko                                           | Pavel Zilev                                                  | Pavel Zilev                                                  | Basta                                                        | Basta                                                        | Iana Tchourikova                                              | Agata Mutsenietse   | Basta                    | MakSim              | Egor Kreed         |                    |                  |
| G11    | 3.03.2023  | 2.06.2023  | Victoria Solomakhina                                         | Elmira Divaeva                                               | Irina Syshchikova                                            | Irina Syshchikova                                            | Lyudmila Serebryakova                                        | Polina Gagarina                                              | Iana Tchourikova                                              | Basta               |                          | Vladimir Presniakov | Polina Gagarina    | Basta              | Anton Belyaev    |
| All K1 | 1.09.2023  | 20.10.2023 | Véronique Syromla                                            | David Sanikidze                                              | Renata Tairova                                               | Renata Tairova                                               | Olessia Kazatchenko                                          | Egor Kreed                                                   | Iana Tchourikova                                              | Pelagueïa           | Dima Bilan               | Pelagueïa           | Polina Gagarina    | Egor Kreed         |                  |
| G12    | 19.01.2024 | 27.04.2024 | Bogdan Shuvalov                                              | Georgy Russkikh                                              | Alexey Sulima                                                | Alexey Sulima                                                | Anastasia Sadkovskaya                                        | Polina Gagarina                                              | Polina Gagarina                                               | Vladimir Presniakov | Polina Gagarina          | Zivert              | Anton Belyaev      |                    |                  |
| K11    | 6.09.2024  | 29.11.2024 | Vasily Igolkin                                               | Said Galiullin                                               | Arina Tochilova                                              | Arina Tochilova                                              |                                                              | Dima Bilan                                                   | Dima Bilan                                                    | Valya Karnaval      | Dima Bilan               | Julianna Karaulova  | JONY               |                    |                  |
| G13    | 31.01.2025 | 25.04.2025 | David Sanikidze                                              | Dzambolat Dulaev                                             | Ilya Altukhov                                                | Ilya Altukhov                                                | Valentina Yanshina                                           | Hibla Gerzmava                                               | Iana Tchourikova                                              | Basta               |                          | Basta               | Polina Gagarina    | Hibla Gerzmava     | Anton Belyaev    |
| K12    | 5.09.2025  | .11.2025   |                                                              |                                                              |                                                              |                                                              |                                                              |                                                              | Iana Tchourikova                                              |                     | Valya Karnaval           | Dima Bilan          | Vladimir & Natalia | Aida Garifullina   |                  |

## Meilleur coach de saison
| La version     | Saison  | An              | Meilleur coach de saison                                      | Meilleur coach de saison                                      | Meilleur coach de saison                                      | Meilleur coach de saison                                      | Meilleur coach de saison                                      | Meilleur coach de saison                                      | Meilleur coach de saison                                      | Meilleur coach de saison                                      |
| La version     | Saison  | An              | 1                                                             | %                                                             | 2                                                             | %                                                             | 3                                                             | %                                                             | 4                                                             | %                                                             |
| -------------- | ------- | --------------- | ------------------------------------------------------------- | ------------------------------------------------------------- | ------------------------------------------------------------- | ------------------------------------------------------------- | ------------------------------------------------------------- | ------------------------------------------------------------- | ------------------------------------------------------------- | ------------------------------------------------------------- |
| Voice          | 1-6, 10 | 2012-2017, 2021 | Le public n'a pas déterminé le meilleur entraîneur de saison. | Le public n'a pas déterminé le meilleur entraîneur de saison. | Le public n'a pas déterminé le meilleur entraîneur de saison. | Le public n'a pas déterminé le meilleur entraîneur de saison. | Le public n'a pas déterminé le meilleur entraîneur de saison. | Le public n'a pas déterminé le meilleur entraîneur de saison. | Le public n'a pas déterminé le meilleur entraîneur de saison. | Le public n'a pas déterminé le meilleur entraîneur de saison. |
| Kids           | 1-5     | 2014-2018       | Le public n'a pas déterminé le meilleur entraîneur de saison. | Le public n'a pas déterminé le meilleur entraîneur de saison. | Le public n'a pas déterminé le meilleur entraîneur de saison. | Le public n'a pas déterminé le meilleur entraîneur de saison. | Le public n'a pas déterminé le meilleur entraîneur de saison. | Le public n'a pas déterminé le meilleur entraîneur de saison. | Le public n'a pas déterminé le meilleur entraîneur de saison. | Le public n'a pas déterminé le meilleur entraîneur de saison. |
| Senior         | 2       | 2019            | Le public n'a pas déterminé le meilleur entraîneur de saison. | Le public n'a pas déterminé le meilleur entraîneur de saison. | Le public n'a pas déterminé le meilleur entraîneur de saison. | Le public n'a pas déterminé le meilleur entraîneur de saison. | Le public n'a pas déterminé le meilleur entraîneur de saison. | Le public n'a pas déterminé le meilleur entraîneur de saison. | Le public n'a pas déterminé le meilleur entraîneur de saison. | Le public n'a pas déterminé le meilleur entraîneur de saison. |
| Senior         | 1       | 2018            | Pelagueïa                                                     | 38%                                                           | Leonid Agoutine                                               | 31%                                                           | Valery Meladze                                                | 16%                                                           | Lev Lechtchenko                                               | 15%                                                           |
| Voice          | 7       | 2018            | Sergueï Chnourov                                              | 34%                                                           | Konstantin Meladze                                            | 30%                                                           | Basta                                                         | 24%                                                           | Ani Lorak                                                     | 12%                                                           |
| Kids           | 6       | 2019            | Pelagueïa                                                     | 56%                                                           | Valery Meladze                                                | 25%                                                           | LOBODA                                                        | 19%                                                           |                                                               |                                                               |
| Voice          | 8       | 2019            | Sergueï Chnourov                                              | 40%                                                           | Konstantin Meladze                                            | 28%                                                           | Polina Gagarina                                               | 19%                                                           | Valeri Sioutkine                                              | 13%                                                           |
| Kids           | 7       | 2020            | Basta                                                         | 40%                                                           | Polina Gagarina                                               | 33%                                                           | Valery Meladze                                                | 27%                                                           |                                                               |                                                               |
| Senior         | 3       | 2020            | Lev Lechtchenko                                               | 31%                                                           | Elena Vaenga                                                  | 25%                                                           | Garik Soukatchev                                              | 22%                                                           | Tamara Gverdtsiteli                                           | 22%                                                           |
| Voice          | 9       | 2020            | Basta                                                         | 31%                                                           | Sergueï Chnourov                                              | 28%                                                           | Polina Gagarina                                               | 23%                                                           | Valeri Sioutkine                                              | 18%                                                           |
| Kids           | 8       | 2021            | Basta                                                         | 56%                                                           | Egor Kreed                                                    | 27%                                                           | LOBODA                                                        | 17%                                                           |                                                               |                                                               |
| Senior         | 4       | 2021            | Oleg Gazmanov                                                 | 52%                                                           | Stas Namin                                                    | 21%                                                           | Valery Leontiev                                               | 17%                                                           | Laima Vaikule                                                 | 10%                                                           |
| Kids           | 9       | 2022            | Basta                                                         | 42%                                                           | Polina Gagarina                                               | 37%                                                           | Egor Kreed                                                    | 21%                                                           |                                                               |                                                               |
| Senior         | 5       | 2022            | Valeri Sioutkine                                              | 31%                                                           | Elena Vaenga                                                  | 30%                                                           | Igor Korneliouk                                               | 26%                                                           | Alexander Malinin                                             | 13%                                                           |
| Kids           | 10      | 2022-2023       | Basta                                                         | 61%                                                           | Egor Kreed                                                    | 22%                                                           | MakSim                                                        | 17%                                                           |                                                               |                                                               |
| Voice          | 11      | 2023            | Basta                                                         | 47%                                                           | Polina Gagarina                                               | 23%                                                           | Vladimir Presniakov                                           | 20%                                                           | Anton Belyaev                                                 | 10%                                                           |
| Plus D'Enfants | 1       | 2023            | Pelagueïa                                                     | 38%                                                           | Egor Kreed                                                    | 32%                                                           | Dima Bilan                                                    | 16%                                                           | Polina Gagarina                                               | 14%                                                           |
| Voice          | 12      | 2024            | Polina Gagarina                                               | 32%                                                           | Vladimir Presniakov                                           | 31%                                                           | Anton Belyaev                                                 | 23%                                                           | Zivert                                                        | 14%                                                           |
| Kids           | 11      | 2024            | Dima Bilan                                                    | 52%                                                           | Julianna Karaulova                                            | 26%                                                           | JONY                                                          | 22%                                                           |                                                               |                                                               |
| Voice          | 13      | 2025            | Basta                                                         | 37%                                                           | Polina Gagarina                                               | 23%                                                           | Hibla Gerzmava                                                | 23%                                                           | Anton Belyaev                                                 | 17%                                                           |
| Kids           | 12      | 2025            |                                                               | %                                                             |                                                               | %                                                             |                                                               | %                                                             |                                                               |                                                               |